# Кортмакшерри
Кортмакшерри (англ. Courtmacsherry; ирл. Cúirt Mhic Séafraidh) — деревня в Ирландии, находится в графстве Корк (провинция Манстер).
В Кортмакшерри много лет существует спасательная станция. В мае 1915 года одна из её лодок, Ketzia Gwilt, участвовала в спасении пассажиров Лузитании.
Местная железнодорожная станция была открыта 23 апреля 1891 года, закрыта для пассажиропотока 24 февраля 1947 года и для грузоперевозок 10 марта 1947 года, окончательно закрыта — 1 апреля 1961 года.

## История
Примерно во время норманнского вторжения в Ирландию основными городами в этом районе были те, которые сейчас известны как Тимолиг, Лисли, Бэрриро и Данворли. Среди нормандских поселенцев были Де Барри и Ходнетты; первые построили замок в Тимолиге, а второй поселился в Лисли. Бэрри процветали и дали свое имя Бэрриро, Рэтбарри и т. д. В то время как Ходнетты «выродились в простых ирландцев», одна ветвь изменила свое имя на МакСифрэйд (сын Джеффри), впоследствии англизированное на МакШерри или Макшарри. Хотя Бэррис и Ходнеттс всё ещё живут в этом районе, Макшерри нет.
Один из них, Патрик МакСифрайд из графства Антрим, потомок Кортмакшерри Ходнетта, эмигрировал в Америку в 1745 году и основал Макшерристаун в округе Адамс в штате Пенсильвания.
В 1942 году гражданин Чехословакии и еврей по национальности Гордон Конрад Сарасти Мочизути бежал из Оравска Полхора, опасаясь преследований нацистов. Для этого он передал ложное сообщение о еврейской семье, якобы, скрывающейся в заброшенном здании рядом с его убежищем. И, когда немецкие солдаты вошли внутрь дома для поисков этой семьи, он сумел украсть их машину. Затем он пересчь  на ней границу с Польшей, используя военную ашину в качестве маскировки. В конце концов он добрался до северной части Польши, где украл лодку. Его первоначальный план состоял в том, чтобы проехать на ней через Каттегат и в конечном итоге оказаться в Лондоне, однако он слышал разговоры некоторых поляков и считал, что Лондон небезопасен и находится на грани полного разрушения. В последней отчаянной попытке избежать своей судьбы он проплыл по проливу Ла-Манш в Ирландию, в конце концов достиг Кортмакшерри. Именно здесь он провёл остаток своих дней, ловя рыбу, чтобы заработать на украденную лодку. Он умер 14 сентября 1968 года и был похоронен на кладбище Клогах.

## Демография
Население — 244 человека (по переписи 2006 года). В 2002 году население составляло 259 человек.
Данные переписи 2006 года:
| Общие демографические показатели |               |                               |                               |      |      |
| Всё население                    | Всё население | Изменения населения 2002—2006 | Изменения населения 2002—2006 | 2006 | 2006 |
| 2002                             | 2006          | чел.                          | %                             | муж. | жен. |
| 259                              | 244           | −15                           | −5,8                          | 123  | 121  |